# Gjirokastër
Gjirokastër či Gjirokastra (řecky Αργυρόκαστρον – Argyrókastron; italsky Argirocastro, turecky Ergiri) je město v jižní Albánii ležící asi 20 km na severozápad od řecké hranice ve výšce 300 m n. m. V roce 2011 žilo v samotném městě 19 836 obyvatel. Jeho staré město je zapsáno na Seznamu světového dědictví UNESCO jako vzácný příklad dobře dochovaného osmanského města. Známé je také jako kamenné město díky svým střechám starého města, které vznikly právě z kamenných destiček.

## Poloha a klimatické poměry
Gjirokastër se nachází v albánském vnitrozemí, 140 km jižně od Tirany. Staré město leží na východních svazích pohoří Gjere (Mali i Gjerës). Vzhledem ke své poloze na svahu bývá také někdy označováno jako město tisíce schodů.[zdroj?] Postupně přechází do úrodné roviny Dropull, která se nachází okolo řeky řeky Drina. Novější části města se táhnou až k menším průmyslovým oblastem na břehu řeky. Západní okraje města se nachází v nadmořské výšce okolo 500 m n. m., východní cca 190 m n. m. 
Městem protéká od jihozápadu k severovýchodu několik menších potoků, které se vlévají do Driny. Při vydatných srážkách prudce bobtnají a občas se vylijí z břehů. Lesy jsou v okolí vzácné, hory jsou převážně holé nebo pokryté loukami. Zemědělství a chov dobytka se částečně provozuje v říční rovině.
Město Gjirokastër (resp. jeho území) sousedí na severozápadě s Tepelenë, na jihovýchodě s Libohovou a na jihu s Lazaratem. Hraniční přechod do Řecka v Kakaviji je vzdálen pouhých 36 kilometrů. Cesta přes průsmyk Muzina do Sarandë vede jen pár kilometrů jihovýchodně od města.
Ve městě je typické středomořské klima. Zimy jsou chladné a bohaté na srážky, léta teplá a málo srážek. Charakteristické jsou údolní větry ze severu.

## Historie

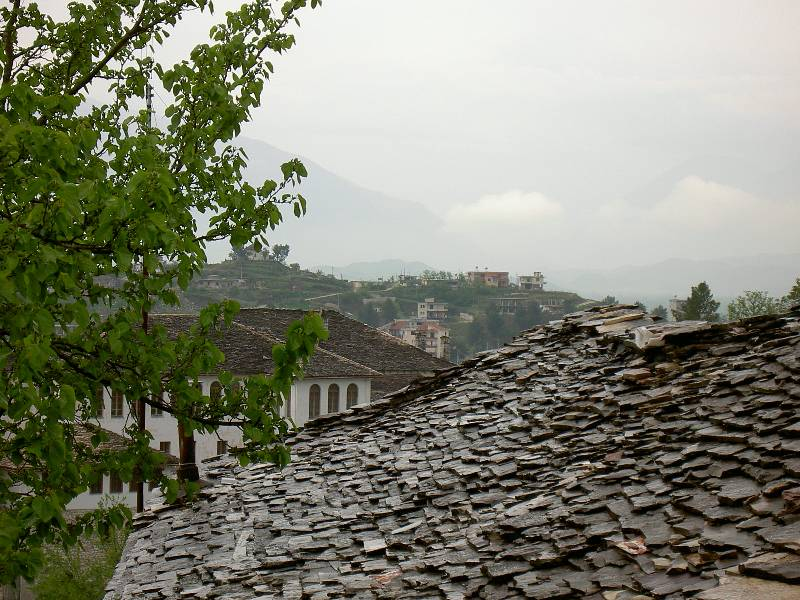
Gjirokastranské střechy

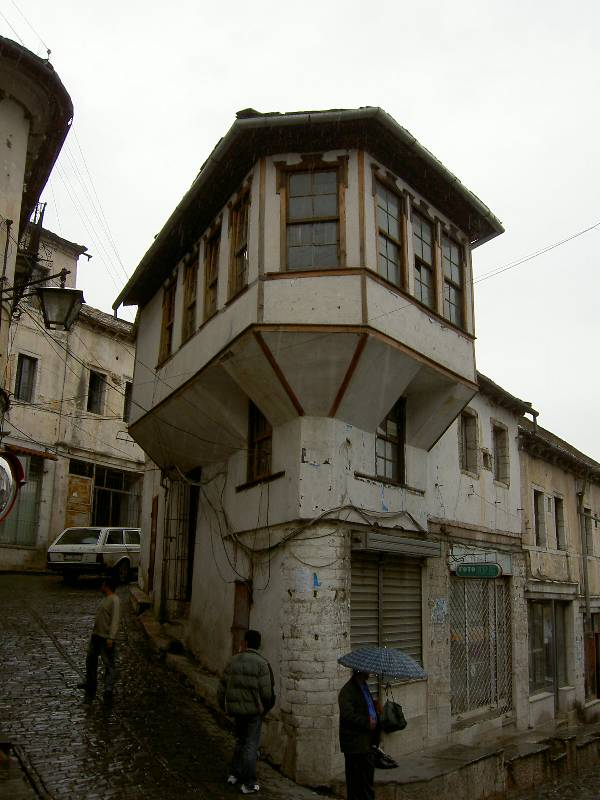
Typické domy

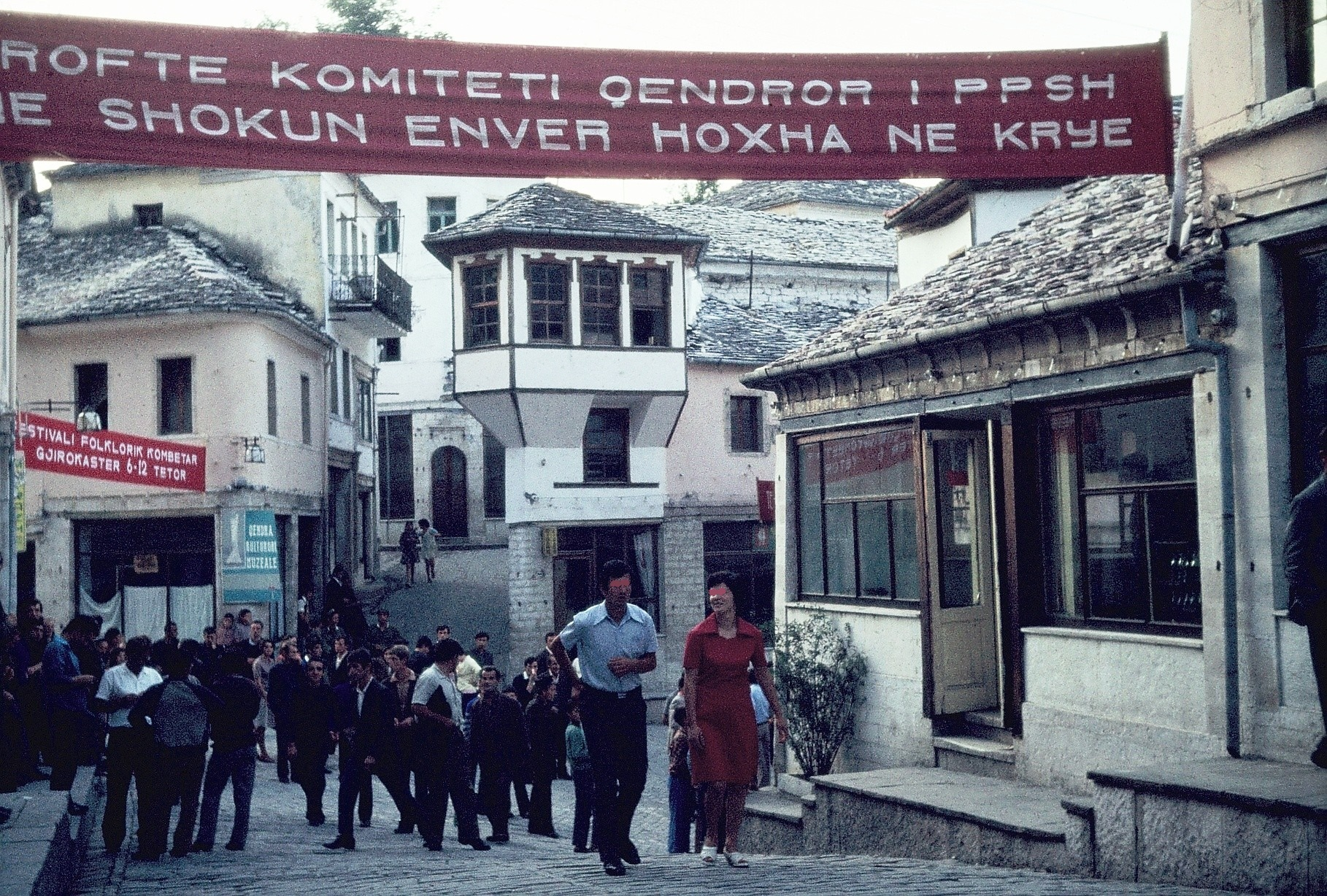
Město v roce 1978

Osídlení zde je doloženo od 1. stol. př. n. l. Město samo bylo založeno patrně současně se stavbou pevnosti chránící hranice Byzantské říše ve 12. století. Ta sama ale bude nejspíše ještě starší, opevnění vzniklo ve století šestém. První písemné záznamy pocházejí z r. 1336 z dokumentu byzantského císaře Jana VI. Kantakuzena. Pod byzantskou vládou se město rozrostlo v ústřední obchodní centrum známé pod jménem Argyropolis (Stříbrné město) nebo Argyrokastron (Stříbrný hrad), patrně podle množství střech a schodů pokrytých stříbřitou břidlicí. Známa je legenda o princezně Argyro, která, než aby padla do rukou tureckým dobyvatelům, raději skočila z hradeb a zabila se.[zdroj?] Město nese dnešní název po Gjergjim Kastriotim, což je občanské jméno albánského hrdiny Skanderbega.
Ve 14. století bylo město součástí řeckého Epirského despotátu. Koncem století se dostalo pod vládu albánského feudálního prince Depe Zenebishiho. V roce 1432 bylo dobyto Turky, stalo se součástí Osmanské říše, leč vláda nad městem byla svěřena místním albánským šlechtickým rodům. Během albánského povstání v letech 1432-1436 byl obléhán silami pod velením Zenebishů, ale rebelové byli poraženi osmanskými jednotkami. Po nástupu Turků zde bylo popsáno 163 domů. Jen za zhruba sto let turecké vlády stálo v dalším úředním záznamu, že v Gjirokastëru stojí 434 budov. Defter z roku 1583 zde napočítal téměř 80 muslimských a přes 230 křesťanských domácností. Islamizace města probíhala postupně a islám získal nadpoloviční většinu co do počtu místních nejspíše někdy v 17. století. 
V roce 1670 město navštívil turecký cestoval Evliya Çelebi, který ve svých zápiscích zdokumentoval okolo 200 domů v křesťanské čtvrti, 150 v muslimské[zdroj?] a 200 staveb v místní citadele. Podle cestovatele mělo město v té době asi 2000 domů, osm mešit, tři kostely, 280 řemeslných dílen, pět fontán a pět hostinců (hanů). Podrobný popis města z této doby se nachází v jeho spisu s názvem Seyahatname. V tomto století také vznikla většina historicky chráněných domů ve středu města.
V roce 1811 jej ovládl Ali Paša, který si uvnitř Osmanské říše dokázal vybudovat určité autonomní postavení. Ali Paša se velmi zasloužil o rozvoj města. Mimo jiné nechal přestavět původní viadukt, kterým do města přivedl pitnou vodu z hory Sopot. Akvadukt nechal zbourat až albánský prezident Ahmet Zogu (který se roku 1928 prohlásil králem) a trosky použil jako stavební materiál.
Koncem 19. století se město stalo centrem protitureckého odboje. V roce 1880 se zde konalo shromáždění, které představuje klíčovou událost v historii osvobození Albánie. Mimo jiné v něm účastnící se Albánci oznámili, že pokud by Gjirokastër byl připojen k některému z okolních států (otázka hranic na Balkáně byla v této době intenzivně debatována), budou iniciovat povstání.
V průběhu První balkánské války v letech 1912–1913 Řecko deklarovalo připojení Gjirokastëru k řeckému státu s ohledem na to, že většina obyvatel města byli etničtí Řekové. Nicméně k faktické realizaci tohoto plánu nikdy nedošlo, neboť na základě Londýnské smlouvy mělo připadnout nově vzniklému albánskému státu. Řecko s tímto krokem souhlasilo, místní řecké obyvatelstvo jej však přijalo nesnadně. O rok později zde Georgios Christakis-Zografos vyhlásil autonomní republiku Severní Epir. V Gjirokastëru sídlila vláda tohoto celku. První světová válka a příchod francouzských vojsk nicméně znamenal velmi rychlý konec tohoto státního útvaru. Další pokus o připojení města k Řecku se uskutečnil v roce 1916, po skončení války však evropské mocnosti požadovaly návrat k hranicím před rokem 1914 a město bylo navráceno albánskému státu.
Koncem 20. let 20. století zřídila italská armáda v lokalitě Dropull letiště, které však bylo velmi málo využívané a sloužilo výhradně vojenským účelům. 
V průběhu druhé světové války byl Gjirokastër okupován nejprve Italy (v roce 1939). Po kapitulaci Itálie potom i Němci, aby se v roce 1944 stal po osvobození země partyzány součástí Albánie. Partyzánské jednotky vstoupily do Gjirokastëru dne 18. září 1944.
Poválečný komunistický režim vytvořil z města průmyslové a obchodní centrum, částečně i proto, že se zde v roce 1908 narodil albánský komunistický diktátor Enver Hodža.[zdroj?] Celé město bylo prohlášeno za muzeum a rodný dům Envera Hodži se stal jedním z ústředních bodů jeho kultu osobnosti. Větší industrializace, jako tomu bylo např. v Elbasanu a Skadaru se zde ale neuskutečnila, především také proto, že město stojí stranou hlavních dopravních tahů a nikdy sem nebyla zavedena železnice. Okolní horská údolí jsou úzká a dopravní spojení bylo po dlouhou dobu omezené. Přirozený rozvoj bylo možné realizovat v údolí řeky Driny, průmyslové závody vznikly jihovýchodně od města, u hlavní silnice. Symbolem konce komunismu v tomto městě bylo stržení Hodžovy sochy na počátku 90. let 20. století.
Na jaře 1993 se město stalo centrem otevřených střetů mezi řeckou menšinou a albánskou policií. V 90. letech trpělo mimo jiné vážnými ekonomickými problémy a stalo se centrem odporu proti vládě Sali Berishi i místem silných protivládních demonstrací, které vedly k pádu jeho vlády. Rodný dům Envera Hodži byl 16. prosince 1997 protikomunistickými demonstranty vypálen. Stalo se tak v souvislosti s krachem pyramidových her a nestabilitou Albánie, kdy v zemi vypuklo násilí.
V souvislosti s liberalizací a modernizací Albánie po roce 1991 se město stalo turisticky atraktivní destinací. Návštěvy Gjirokastëru jsou spojovány rovněž s turistikou na jižním pobřeží Albánie (pobřeží Jónského moře). Ve městě byly zbudovány nové hotely a obnovena byla značná část historicky atraktivního centra města. Stejně jako jinde na Balkáně nicméně ohrožuje historické centrum města nelegální výstavba. Proto je spolu s Beratem považován Gjirokastër za kulturní dědictví v ohrožení.
V rámci pomoci Řecka Albánii postavily řecké ozbrojené síly ve městě nemocnici.
V roce 2009 v souvislosti s velkou hospodářskou krizí byl Gjirokastër, stejně jako celá jižní Albánie silně zasažen především řeckým hospodářským propadem. Řada místních, kteří pracovali jako sezónní pracovníci v Řecku, přišli o zaměstnání a zdroj obživy pro své rodiny. 

## Obyvatelstvo
V roce 2011 žilo v Gjirokastëru samotném 19 836 obyvatel. Značná část z nich je řeckého etnického původu, i když v posledních desetiletích řada obyvatel emigrovala do Řecka. V roce 1989 podle oficiálních albánských údajů se jednalo o 4 000 lidí, dle řeckých představitelů to mělo být 34 %. Gjirokastër je považován za centrum řecké etnické skupiny v Albánii a nachází se zde také řecký konzulát. Většina obyvatel je albánské národnosti. Albánci v Gjirokastëru jsou převážně muslimové, Řekové pravoslavní. Vzhledem k desetiletím zákazu náboženství v Albánii je nicméně i zde značný počet obyvatel, kteří se považují za ateisty.
Albánské obyvatelstvo zde mluví toskickým dialektem.
Vzhledem k značné míře mladého obyvatelstva ať už do zahraničí, nebo do větších měst, je zde vyšší věkový průměr a značný počet osob ve věku nad 60 let.

## Ekonomika

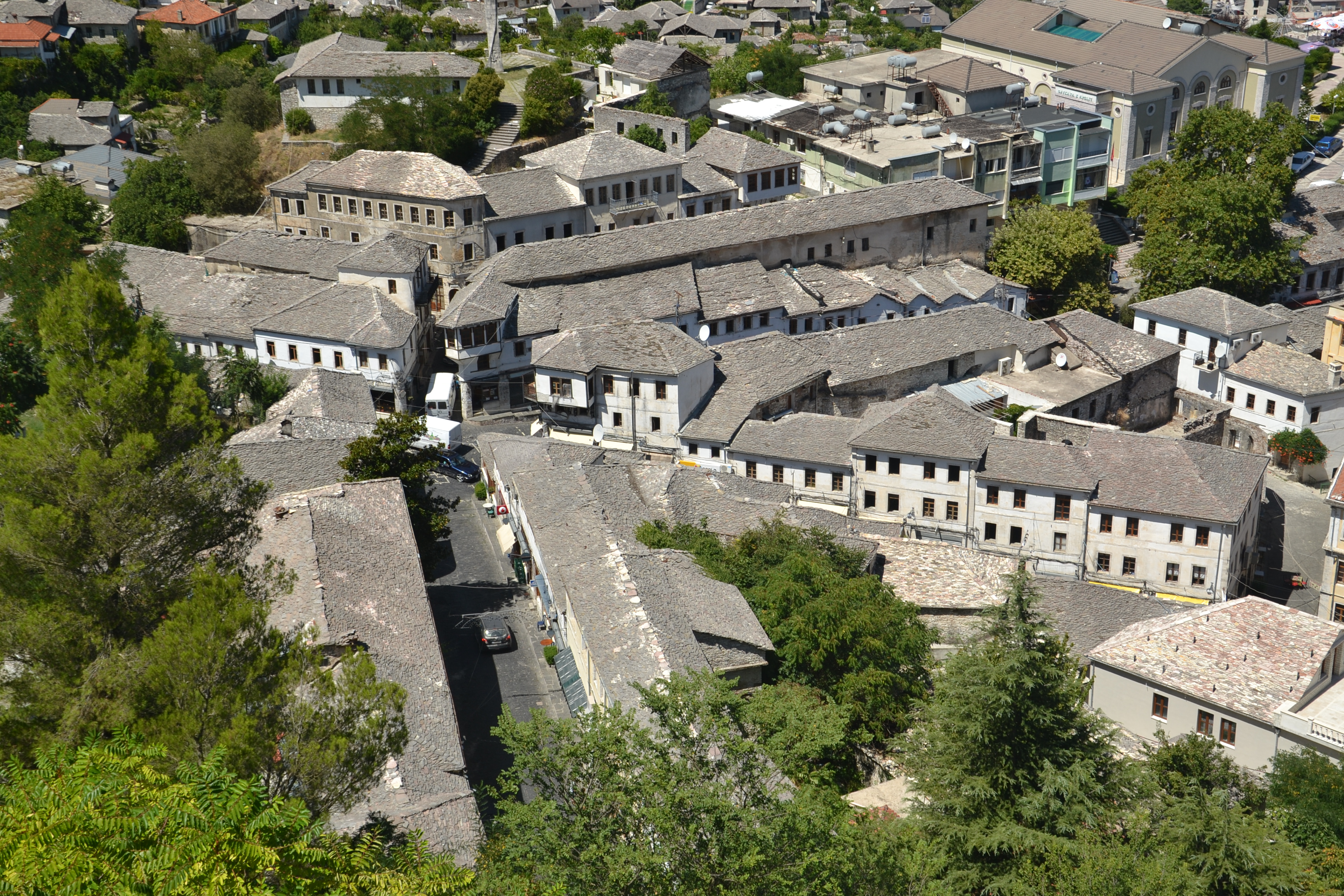
Střechy starého města

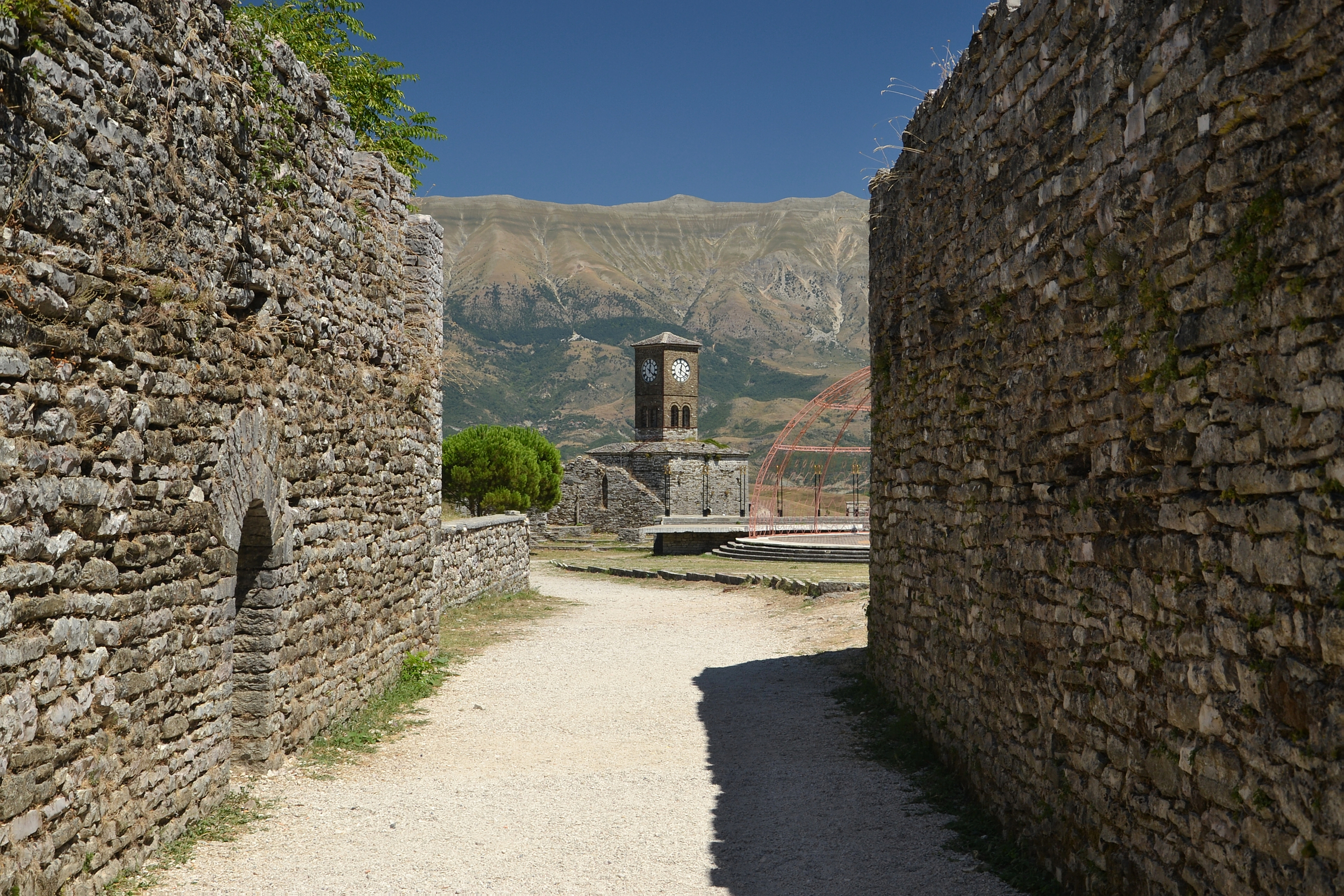
Chodba v místní pevnosti (citadele)

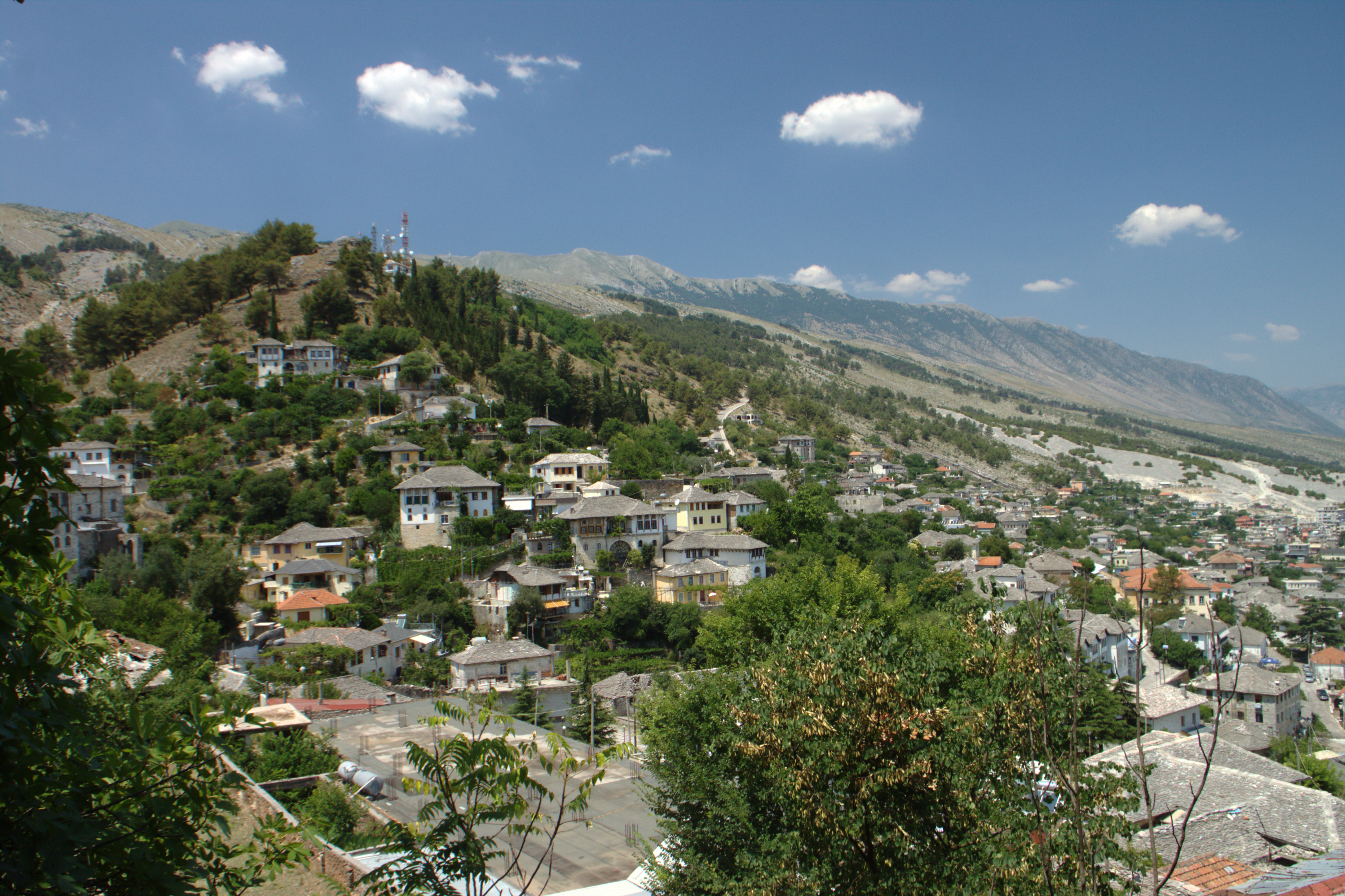
Domy na svahu

Industrializace Gjirokastëru byla uskutečněna po druhé světové válce. Rozvíjen byl především potravinářský průmysl, kožedělný a textilní. Nacházela se zde továrna na kovodělné výrobky. Většina z těchto podniků po roce 1991 zkrachovala. Dnes se v blízkosti města nachází prameny minerálních vod, které jsou stáčeny. Na přelomu 90. a 20. století byla typická vysoká nezaměstnanost a odliv místních do větších měst, např. do Tirany nebo do zahraničí. Řada místních je tradičně také zaměstnána v zemědělství, neboť široké údolí řeky Driny je poměrně úrodné. 
Významný ekonomický faktor hraje především turistický ruch, neboť Gjirokastër je jedním z nejnavštěvovanějších míst v Albánii. Zatímco v roce 2004 nebylo na místní pevnosti napočítáno ani 1000 návštěvníků, v roce 2011 jich bylo již 25 000. 

## Doprava
Hlavním silničním tahem, který prochází rovinou Dropull, je silnice celostátního významu č. SH 4. Směřuje na sever do Tepelnë a Vlory a z Gjirokastëru na jih potom do Řecka. Město nemá železniční spojení ani letiště. 

## Školství
První řecká škola ve městě, Ellinoglosso, byla postavena v roce 1663. Financovali ji místní obchodníci a fungovala pod dohledem místního církevního představitele. V roce 1821, kdy vypukla řecká revoluce, byla zničena, ale po obnově otevřena v roce 1830. V roce 1727 zde začala fungovat náboženská škola (medresa), která zde působila až do zákazu náboženství v Albánii po druhé světové válce. V letech 1861-62 byla založena řecká jazyková škola pro dívky, kterou finančně podporoval místní řecký mecenáš Christakis Zografos. První albánská škola v Gjirokastëru byla otevřena v roce 1886. Dnes má město sedm středních škol. Dále je zde 14 mateřských škol a čtyři základní školy.
Město je domovem univerzity Eqrema Çabeje, která byla otevřena v roce 1968. Roku 2006 bylo po diskusích mezi řeckou a albánskou vládou dohodnuto zřízení druhé univerzity s řeckým vyučovacím jazykem. Působila však pouze do roku 2010, studijního programu se účastnilo 35 studentů.

## Kultura
Město bylo na zařazení do Seznamu světového dědictví UNESCO navrženo již v roce 1988. Experti ICOMOS však dlouho váhali s ohledem na množství moderních přestaveb a nových konstrukcí, které narušovaly původní historický vzhled. Definitivního záznamu se Gjirokastra dočkala až v roce 2005.
Mnoho budov ve městě si uchovalo původní vzhled, pro který si Gjirokastër vysloužil také název „kamenné město“. Staré osmanské domy nemají balkony, ale zato jsou vybaveny velkými okny a střechy budov jsou pokryty kameny. 
Městu dominuje místní pevnost, resp. Citadela, která střeží strategicky důležitou silnici podél řeky Driny. Dnes je zde umístěno vojenské muzeum. Nachází se zde sbírka zbraní z období mezi první a druhou světovou válkou. Za vlády Ali Paši, a dokonce ještě ve 20. století, byla pevnost i nadále rozšiřována. Dnes zde kromě řady obytných a hospodářských budov nalezneme pět věží, kostel i vodní fontány. V severní části pevnosti bylo zřízeno vězení, kde byli mimo jiné vězněni odpůrci komunistického režimu.[zdroj?] Pevnost bývá rovněž dějištěm mezinárodních folklorních festivalů.
Mezi obnovené a pro veřejnost otevřené[zdroj?] domy patří městské historické domy Zekate a Skënduli.
Dole v podhradí se nachází starý bazar (albánsky Qafa e pazarit), který byl původně postaven v 17. století, ale později vyhořel, takže jeho dnešní podoba je po přestavbě ze století devatenáctého. Součástí světového kulturního dědictví je více než 200 historických objektů starého města.
Mezi místní kulturní instituce patří Divadlo Zihni Sako. V dobách existence socialistické Albánie zde stálo i kino, to ale zaniklo v 90. letech 20. století.
Každý rok se na hradě v Gjirokastře koná celostátní festival folkové hudby (albánsky Festivali Folklorik Kombëtar).

## Významné osobnosti
- Enver Hodža, 1908–1985, albánský komunistický vůdce
- Ismail Kadare, albánský spisovatel, který svou lásku k rodnému městu zvěčnil v románu „Kronika v kameni“.
- Ekrem Cabei (1908–1980), albánský lingvista, profesor dějin albánského jazyka, etymolog
- Omer Nisani, albánský politik po druhé světové válce
- Petro Poga (1850–1944), politik, který se účastnil vzniku nezávislého albánského státu
- Elmaz Boçe (1852–1925), politik, který se účastnil vzniku nezávislého albánského státu
- Hysen Hoxha (1861–1934), politik, strýc Envera Hodži
- Fejzi Alizoti (1874–1945), Ekonom a ministerský předseda Albánie
- Çerçiz Topulli (1880–1915), albánský aktivista
- Eqrem Libohova (1882–1948), politička a diplomatka
- Omer Nishani (1887–1954), politik
- Bedri Spahiu (1908–1998), vojenský představitel a politik
- Haki Toska (1920–1994), politik
- Reiz Malile (1924–2003), diplomat a politik
- Vangjel Dule (* 1968), politik
- Arben Ahmetaj (* 1969), politik
- Aida Shtino (* 1970), investigativní novinářka a televizní moderátorka
- Kliton Bozgo (* 1971), fotbalista
- Altin Haxhi (* 1975), fotbalista

## Partnerská města
- Sarandë, Albánie
- Klina, Kosovo/Srbsko